# Kirill Děnisov
Kirill Georgijevič Děnisov (* 25. ledna 1988 Zlatoust-36, Sovětský svaz) je ruský zápasník–judista.

## Sportovní kariéra
S judem/sambem začínal v 7 letech v rodném Trjochgornym (dříve Zlatoust-36) pod vedením Vladimira Fedičkina. Od roku 2007 se vrcholově připravuje v Čeljabinsku pod vedením Dmitrije Morozova. V ruské seniorské reprezentaci se pohybuje od roku 2008 ve střední váze do 90 kg. V roce 2012 se kvalifikoval na olympijské hry v Londýně. Ve čtvrtfinále vyřadil spolufavorita Iliase Iliadise z Řecka, ale v semifinále nečekaně zaváhal s Kubáncem Asley Gonzálezem. V boji o třetí místo podlehl po hantei Japonci Masaši Nišijamovi a obsadil páté místo.
V roce 2016 se kvalifikoval na olympijské hry v Riu a v ruské nominaci uhájil pozici reprezentační jedničky. Na olympijské hry však nevyladil optimálně formu. V úvodním kole s Ázerbándžáncem Mammadali Mehdijevem se v poslední minutě normální hrací doby dopustil dvou taktických chyb v boji o úchop a v prodloužení se nechal po kombinaci o-soto-gari+tani-otoči hodit na ippon. Po olympijských hrách v Riu startuje ve vyšší polotěžké váze do 100 kg.

### Vítězství
- 2009 – 1x světový pohár (Rio de Janeiro)
- 2010 – 1x světový pohár (Čching-tao)
- 2013 – 1x světový pohár (Samsun)
- 2014 – 1x světový pohár (Tchaj-wan)
- 2015 – 1x světový pohár (Santiago De Chile)
- 2016 – 1x světový pohár (Lima, Čchingtao, Kano Cup)

## Výsledky
| Olympijské hry     | —  |   |   |   | — |    |    |    | 5. |    |    |    | úč. |    |  |  |  |  |  |  |  |
| Mistrovství světa  |    | — |   | — |   | 2. | 3. | 5. |    | 3. | 5. | 2. |     | 3. |  |  |  |  |  |  |  |
| Evropské hry       |    |   |   |   |   |    |    |    |    |    |    | 1. |     |    |  |  |  |  |  |  |  |
| Mistrovství Evropy | —  | — | — | — | — | —  | —  | 2. | —  | 1. | —  | 1. | —   | 3. |  |  |  |  |  |  |  |
| ME dorostenců      | 2. |   |   |   |   |    |    |    |    |    |    |    |     |    |  |  |  |  |  |  |  |